# Alofi
 Ovo je glavno značenje pojma Alofi. Za otok koji čini dio Wallisa i Futune pogledajte Alofi (otok).
Alofi  je najveće naselje i administrativno središte od 700 stanovnika otočke kraljevine Niue pod pokroviteljstvom Novog Zelanda.

## Geografska obilježja
Alofi leži na zapadnoj obali otoka Niue, udaljen 2 400 km sjeveroistočno od Novog Zelanda, u istoimenom zaljevu dugom 7 km (koji pokriva 30% dužine otoka) od rta Halagigie na jugu do rta Makapu na sjeveru. Kod Alofija nalazi se prolaz kroz koraljni greben koji okružuje otok Niue. 

## Znamenitosti
Najveće znamenitosti Alofija su zgrada vlade i otočki sajam na otvorenom koji se održava utorkom i petkom. Središte mjesta je Trgovački centar u kojem se nalazi gotovo sve što postoji u tom malom mjestu; banka, pošta, internet caffe, turistički ured i trgovina. Pored tog postoji još par restorana, pansiona i policijska postaja.

## Povijest
Tropska oluja zvana ciklon Heta pogodila je Alofi i otok Niue u siječnju 2004. Dvije osobe su poginule, te je oluja izazvala velike materijalne štete. Mnoge građevine Alofija su uništene, između ostalog bolnica.
Zbog tog su nakon oluje bolnica i škola preseljene, 3 km od zapadne obale, prema unutrašnjosti na lokalitet Fonuakula, koji je manje izložen olujama.

## Gospodarstvo i promet
Najznačajnije gospodarske djelatnosti ovog malog otoka su turizam, ribarstvo i poljoprivreda. Na otoku postoji i tvornica ribljih konzervi.
Alofi ima najveću otočnu luku i Međunarodnu zračnu luku Niue (IATA: IUE, ICAO: NIUE) iz koje lete zrakoplovi jedino za Auckland na Novom Zelandu.

## Vanjske poveznice
- Alofi na Portalu Oceania  Arhivirana inačica izvorne stranice od 12. rujna 2014. (Wayback Machine)